# Риджин, Эйлин
Эйлин Муриэль Риджин (англ. Aileen Muriel Riggin, в замужествах Янг, англ. Young и Соул, англ. Soule; 2 мая 1906[…], Ньюпорт, Род-Айленд — 19 октября 2002, Гонолулу) — американская прыгунья в воду и пловчиха, чемпионка летних Олимпийских игр 1920 года по прыжкам в воду с трёхметрового трамплина, двукратный олимпийский призёр.

## Биография
Эйлин Муриэль Риджин родилась в 1906 году. Она научилась плавать в 6-летнем возрасте на Филиппинах, где её отец служил в ВМС США. В 1918 году Эйлин заболела гриппом во время эпидемии. По совету доктора девочка занималась плаванием и вступила в клуб Women’s Swimming Association. Её первым тренером был Луи Хендли, двукратный чемпион летних Олимпийских игр 1904 года в плавании и водном поло. В 1919 году Риджин начала заниматься прыжками в воду. В то время для женщин-прыгуний в воду не было тренировочных комплексов, и ей пришлось заниматься в оставленном приливом водоёме на Лонг-Айленде.

Риджин, Эдерле и Уэйнрайт

На летних Олимпийских играх 1920 года в Антверпене 14-летняя Риджин победила в прыжках в воду с трёхметрового трамплина, став самой юной олимпийской чемпионкой в истории. Впоследствии этот рекорд побила 13-летняя прыгунья в воду Марджори Гестринг в 1936 году в той же категории.
На летних Олимпийских играх 1924 года Риджин завоевала серебряную медаль в прыжках с трёхметрового трамплина, уступив соотечественнице Элизабет Беккер. При этом она также заняла третье место в плавании 100 м на спине. Таким образом, она и шведка Йёрдис Тёпель стали первыми спортсменками, завоевавшими медали в двух разных видах спорта в рамках одних Олимпийских игр, при этом обе в плавании и прыжках в воду.
Эйлин Риджин была 6 раз чемпионкой в прыжках в воду и 2 раза чемпионкой в плавании в эстафетах на соревнованиях Любительского спортивного союза. В 1926 году Риджин перешла в профессиональный спорт. Она вместе с Гертрудой Эдерле и Хелен Уэйнрайт гастролировали по театрам США, используя переносной резервуар для воды. В 1930 году Риджин отправилась в мировой тур.
Риджин появилась в нескольких голливудских фильмах, таких как «Скандал в Риме». Она также стала спортивным журналистом. Риджин писала для газет New York Post, The Morning Post и других.
В 1924 году Риджин вышла замуж за Дуайта Д. Янга. У них родилась дочь Ивонн Мэй. Янг погиб во время Второй мировой войны. Впоследствии Эйлин вышла замуж за Говарда Соула. В 1957 году они переехали в Гавайи. В 1981 году она овдовела во второй раз, после чего жила в Вайкики.
В 1967 году Эйлин Риджин Соул была включена в Зал Славы мирового плавания. Она была знаменосцем сборной США на летних Олимпийских играх 1984 года. Риджин Соул продолжала плавать вплоть до пожилого возраста и установила несколько мировых рекордов в плавании вольным стилем и на спине в возрастных группах 85-89 лет и 90-94 года. Она была последней живущей чемпионкой Олимпийских игр 1920 года и старейшей олимпийской чемпионкой. Она скончалась в 2002 году на 97-м году жизни.